# Япаскурт Василь Васильович
Василь Васильович Япаскурт (23 березня 1907, містечко Кам'янка Київської губернії, тепер місто Черкаської області — 14 грудня 1967, місто Москва, тепер Російська Федерація) — український радянський і компартійний діяч, депутат Верховної Ради УРСР 5-го скликання. Член Ревізійної Комісії КП України в 1960—1966 роках. Кандидат технічних наук.

## Біографія
Народився в родині службовців. У 1924 році закінчив профтехшколу, почав працювати робітником-лаборантом на Оріхівському цукровому заводі Полтавської губернії.
У 1925—1929 роках — студент інституту цукрової промисловості.
У 1929 році закінчив Смілянський інститут цукрової промисловості та почав працювати помічником старшого хіміка цукрового заводу «Большевик» містечка Головчино Курської області РРФСР, потім головним інженером Лопандинського цукрового заводу. У 1938—1941 роках — головний інженер Житомирського обласного цукротресту.
Член ВКП(б) з 1939 року.
Під час німецько-радянської війни з липня 1941 по 1944 рік служив у Червоній армії помічником командира 73-го запасного стрілецького полку 19-ї запасної стрілецької дивізії. У 1943 році був слухачем Військової академії.
У 1944—1949 роках — головний інженер Ровенського, Львівського, Воронезького обласних цукротрестів.
У 1949—1955 роках — головний інженер і начальник Головного управління цукрової промисловості (Головцукру).
У серпні 1955 — травні 1957 року — 1-й заступник міністра промисловості продовольчих товарів Української РСР.
У травні 1957 — грудні 1962 року — голова Ради народного господарства Вінницького економічного адміністративного району.
У 1963—1965 роках — заступник голови Молдавської Ради народного господарства. У 1965—1966 роках — 1-й заступник Міністра харчової промисловості Молдавської РСР.
У листопаді 1966 — грудні 1967 року — заступник голови, секретар Науково-технічної ради Міністерства харчової промисловості СРСР.

## Звання
- старший лейтенант

## Нагороди
- два ордени Трудового Червоного Прапора
- медаль «За перемогу над Німеччиною у Великій Вітчизняній війні 1941—1945 рр.»
- медалі